# جورج دبليو. فانك
جورج دبليو. فانك (بالإنجليزية: George W. Funk)‏ هو سياسي أمريكي، ولد في 1 مايو 1827 في الولايات المتحدة، وتوفي في 15 يوليو 1911. حزبياً، نشط في الحزب الجمهوري. وقد انتخب عضو مجلس نواب إلينوي.